# Държавно устройство на Суринам
Суринам е президентска република.

## Законодателна власт
Парламентът на Суринам е 1-камарен - „Народно събрание“. Състои се от 51 депутати, избирани за срок от 5 години чрез пропорционално представителство.